# Don César de Bazan (pièce de théâtre)
Pour les articles homonymes, voir Don César de Bazan.
Don César de Bazan est un « drame en cinq actes, mêlé de chant » écrit en 1844 par Dumanoir et Adolphe d'Ennery pour Frédérick Lemaître et créé par celui-ci le 30 juillet 1844 au Théâtre de la Porte-Saint-Martin.

## Personnages
- Charles II, roi d'Espagne,
- Don César de Bazan
- Don José de Santarem
- Le marquis de Montefior
- La marquise de Montefior
- Maritana, chanteuse des rues
- Lazarille
- Un capitaine
- Un batelier
- Un juge
- Un alcade
- Seigneurs, peuple, soldats, bohémiens

## Résumé
Maritana est une chanteuse des rues de Madrid. Le roi d'Espagne est attiré par sa beauté. Son ministre, Don José, accepte de l'aider. Mais celui-ci a l'intention de révéler l'infidélité du roi pour s'attirer les faveurs de la reine. 
Don César de Bazan est un noble déchu condamné à mort pour avoir participé à un duel durant la Semaine sainte afin de venir en aide à un pauvre garçon nommé Lazarille. Le jour de l'exécution, arrive une grâce du roi. Elle est interceptée par Don José qui propose à Don César de faire mourir un soldat à sa place s'il accepte d'épouser une jeune fille voilée avant son exécution. Don César est d'accord. Don José amène Maritana épouser Don César afin d'en faire la veuve d'un noble. Pendant la fête de mariage, Lazarillo enlève les balles de toutes les armes. L'exécution a lieu et Bazan feint de tomber mort.

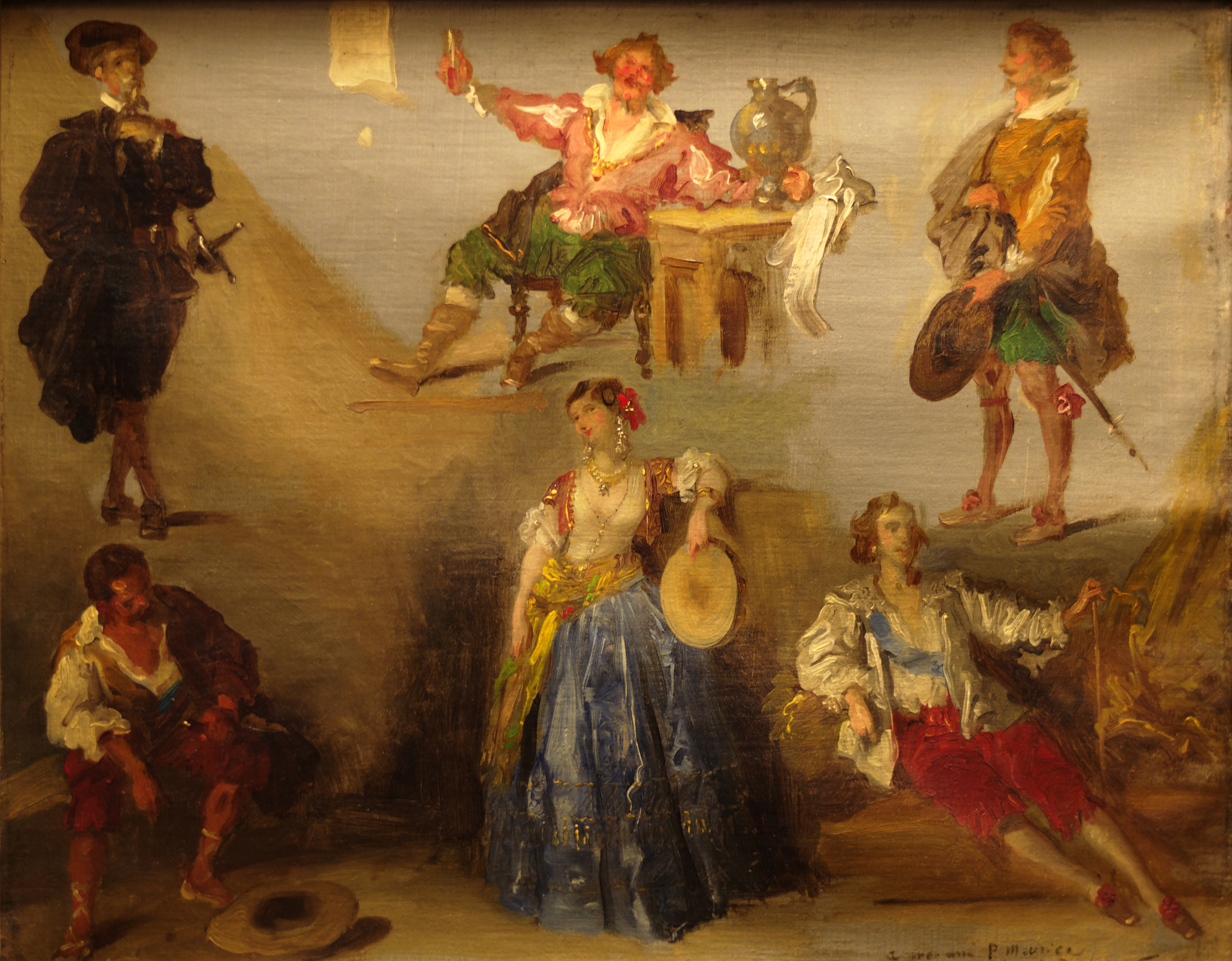
Six personnages de Victor Hugo par Louis Boulanger,
Musée des beaux-arts de Dijon.
Don Ruy Gomez - Don César de Bazan - Don Salluste
Hernani - Esméralda - Saverny

Don José mène Maritana auprès du marquis et de la marquise de Montefiori. Maritana croit qu'elle a épousé le roi. Don José l'amène rencontrer le roi à l'heure de leur rendez-vous. Maritana est déçue de constater qu'il n'est pas le fringant Don César qu'elle attendait. Don César arrive au palais et demande son épouse. Don José lui envoie la vieille marquise. Comme Don César n'a jamais vu sa fiancée, il croit que c'est elle et il est tellement déçu qu'il accepte de renoncer à ses droits. Juste au moment où il allait signer, il entend la voix de Maritana et proclame que c'est là la femme qu'il a épousée. Il est aussitôt arrêté.
Don César se présente devant le roi, annonce qu'il est Don César de Bazan et apprend la grâce dont il avait fait l'objet. Tandis que le roi s'éloigne quelques instants, Don César et Maritana découvrent leur amour mutuel. Don César, réalisant la trahison de Don José, le tue. Pour montrer sa gratitude, le roi fait Don César gouverneur de Valence.

## Genèse et création
Don César de Bazan est un personnage du Ruy Blas de Victor Hugo créé six ans plus tôt par Frédérick Lemaître. Celui-ci, passé au boulevard rêvait d'incarner le Grand d'Espagne déchu mais il fallait en faire un premier rôle. Dumanoir, ancien directeur du Théâtre des Variétés et auteur de vaudevilles, et Adolphe d'Ennery, bon faiseur de succès populaires, extraient le personnage pour le placer au centre d'un mélodrame qu'ils donnent au maître du répertoire. La pièce est créée le 30 juillet 1844 au Théâtre de la Porte-Saint-Martin par Eugène Grailly (le roi), Frédérick Lemaître (Don César de Bazan), Perrin (Don José de Santarem), Simon Pierre Moëssard (le marquis de Montefior), Madame Saint-Firmin (la marquise de Montefior), Clarisse Midroy (Maritana), Andréa (Lazarille).

## Accueil public et critique
Alphonse Daudet rapporte : 

« Frédérick-Lemaître, que les guenilles picaresques de Zafari avaient toujours tenté, se fit faire sur mesure une pièce intitulée Don César de Bazan, où l'admirable fantaisie du poète, démesurément grossie, boursouflée, dépouillée du scintillement magique de ses rimes, emplissait à elle seule cinq ou six actes de mélodrame jugés par Théophile Gautier de la façon suivante : « MM. Dumanoir et Dennery sont, à n'en pouvoir douter, de fort honnêtes gens qui ne « feraient » pas le mouchoir et qui font l'idée. Au moins ont-ils eu la candeur de ne pas démarquer le foulard dramatique qu'ils ont retiré de la poche de l'illustre potète Victor Hugo. Par ce temps de piraterie littéraire, c'est encore de la vertu... relative. Mais quel acteur immense que Frédérick ! Comme avec un geste, un mot, un cri, il remue son public, de l’orchestre au paradis ! Vous croyez entendre des scènes d’amour, des mots de flamme, des cris de vengeance ! Lisez la pièce, il n’y a rien. C’était Frédérick qui écrivait tout cela en levant les yeux au ciel, en se jetant à genoux, en changeant une chaise de place, en laissant tomber son front orageux dans ses mains convulsives. » Dès ce jour le faux Don César était créé, c'est-à-dire le premier grand rôle à la fois tragique et bouffon, burlesque et pathétique, Don Juan de la corde et du ruisseau, Paillasse et Almaviva tout ensemble. »

Le Bulletin de censure présente la pièce ainsi : 

« Cette pièce est calquée sur Ruy Blas bien que les personnages ne soient pas les mêmes. Dans le drame de M. Victor Hugo c'est la reine Marie de Neubourg qui est mise en scène et ici c'est le roi Charles II son époux ; mais ils se trouvent tous deux à peu près dans les mêmes circonstances, sauf que l'amour de la première a quelque chose de noble, de grand, de royal, tandis que rien n'est plus bas, plus prosaïque, plus trivial que la passion du second. Dans les deux pièces, Don César de Bazan, gentilhomme ruiné, et qui porte gaîment sa misère, est l'instrument d'une ambition ténébreuse ; mais M. Victor Hugo a élevé un valet jusqu'à une reine, tandis que MM. Dumanoir et Dennery ont abaissé un roi jusqu'à une danseuse. Dans le drame de ces derniers, les principaux caractères offrent de nombreuses incohérences, soit avec eux-mêmes, soit avec l'histoire et leur Don César n'est, pour ainsi dire, que la menue monnaie de celui de M. Victor Hugo. On y trouve cependant quelques belles scènes, des situations heureusement amenées et un dialogue rapide. Le ton ironique, frivole, irrélegieux même du personnage principal domine toute la pièce. »

## Autour de la pièce
Le Ruy Blas de Victor Hugo (1838) a fait l'objet d'un nombre considérable d'adaptations dramatiques ou pastiches en tous genres, dans plusieurs pays et dans tous les domaines, théâtral, musical (Ruy Blass, ouverture de Felix Mendelssohn, 1839) ou cinématographique (Ruy Blas, film de Pierre Billon, 1948). 
De même, Don César de Bazan a connu ses propres adaptations. À l'opéra avec Maritana de William Vincent Wallace en 1845 et avec Don César de Bazan, opéra-comique de Jules Massenet en 1872. Au cinéma avec des films français comme Don César de Bazan de Victorin Jasset en 1909, américains comme Don César de Bazan de Theo Frenkel en 1912, Don Cæsar de Bazan de Robert G. Vignola en 1915, The Adventurer de J. Gordon Edwards en 1920, La Danseuse espagnole d'Herbert Brenon ou Rosita d'Ernst Lubitsch en 1923, italiens comme Don César de Bazan de Riccardo Freda en 1942 et sa reprise Sept Épées pour le roi en 1962, soviétique comme Don Sezar de Bazan de Iosif Shapiro en 1957, ou encore Don Sezar de Bazan de Yan Frid en 1989, également téléfilm. Puis à la télévision avec des téléfilms comme Don César de Bazan de Guy Lessertisseur en 1970 ou Don César de Bazan de Jean-Pierre Marchand en 1976.